# دنیای اژدها: افسانه ادامه دارد
دنیای اژدها: افسانه ادامه دارد (انگلیسی: Dragonworld: The Legend Continues) فیلمی در ژانر فانتزی است که در سال ۱۹۹۹ منتشر شد. از بازیگران آن می‌توان به دریک بل اشاره کرد.